# Cârlogani
Cârlogani là một xã thuộc hạt Olt, România. Dân số thời điểm năm 2002 là 2911 người.